# Církevní oblast Sicílie
Církevní oblast Sicílie (ital. Regione ecclesiastica Sicilia) je jedna z 16 církevních oblastí, do nichž je rozdělena římskokatolická církev v Itálii. Její hranice se kryjí s hranicemi italského regionu Sicílie. 

## Rozdělení
Církevní oblast Sicílie tvoří pět metropolí, jejich dvanáct sufragánních diecézí a jedna eparchie bezprostředně podřízená Svatému Stolci:
- Arcidiecéze palermská je sídlem Primase Sicílie
  - Diecéze Cefalù
  - Diecéze Mazara del Vallo
  - Arcidiecéze Monreale
  - Diecéze Trapani
- Arcidiecéze Agrigento
  - Diecéze Caltanissetta
  - Diecéze Piazza Armerina
- Arcidiecéze Katánie (Catania)
  - Diecéze Acireale
  - Diecéze Caltagirone
- Arcidiecéze Messina-Lipari-Santa Lucia del Mela
  - Diecéze Nicosia
  - Diecéze Patti
- Arcidiecéze Syrakusy (Siracusa)
  - Diecéze Noto
  - Diecéze Ragusa

- Eparchie Piana degli Albanesi bezprostředně podřízená Svatému Stolci.

## Statistiky
- plocha: 25 882 km²
- počet obyvatel: 5 259 126
- počet farností: 1 767

## Biskupská konference oblasti Sicílie
- Předseda: Salvatore Gristina, arcibiskup Katánie
- Místopředseda: Michele Pennisi, arcibiskup v Monreale
- Sekretář: Carmelo Cuttitta, biskup v Raguse
- Přidaný sekretář: kněz Filippo Sarullo